# مصطفی اخواص
مصطفی اخواص (زادهٔ ۳ تیر ۱۳۳۱) خوشنویس، نگارگر و نقاش اهل ایران است.

## زندگی هنری
مصطفی اخواص فرزند غلامعلی ۳ تیر سال ۱۳۳۱ در اراک متولد شد. وی که ۳۵ سال سابقه فعالیت هنری درزمینهٔ خوشنویسی، نگارگری، تذهیب، طراحی سنتی، سوخت‌نگاری، میناسازی، نقاشی سفال، کتیبه‌نگاری و… دارد، به‌عنوان پژوهشگر هنرهای سنتی در پژوهشکده هنرهای سنتی سازمان میراث فرهنگی، صنایع‌دستی و گردشگری به فعالیت هنری مشغول است.
اخواص نزد استادانی چون محمدعلی زاویه، عبدالله باقری و غلامحسین امیرخانی هنر نگارگری، تذهیب و خوشنویسی را آموخت و درنهایت علاوه بر کسب گواهینامه‌های متعدد، نشان درجه‌یک هنری معادل دکترای هنر را از وزارت فرهنگ و ارشاد اسلامی دریافت کرد.
برخی از افتخارات و فعالیت‌های وی عبارت‌اند از: تدریس در دانشگاه تربیت مدرس، تدریس در دانشگاه الزهرا، کسب رتبه اول نگارگری در یازدهمین نمایشگاه بین‌المللی قرآن کریم، مصور نگاری دیوان باباطاهر، دیوان شمس، ابداع هنر نگارگری ناخنی با عنوان نقش ناخن، خلق مجموعه‌ای نفیس با عنوان مرغ بسم‌الله با استفاده از هنر خوشنویسی، مصور نگاری و بخشی از شاهنامه فردوسی.

## افتخارات
- وی در سال ۲۰۱۴ به عنوان یکی از بیست هنرمند برگزیده آسیا از ایران شناخته شد و در جشنواره ثروت‌های آسیا در شهر مالزی از وی تجلیل به عمل آمد[۴][نیازمند منبع]
- او همچنین عضو ثابت بنیاد ملی نخبگان است.[۵]
- در آبان ۱۳۸۵ در «آیین تجلیل از پیشکسوتان صنایع دستی استان مرکزی» از مصطفی اخواص در رشته نگارگری و تذهیب تقدیر شد.[۶]
- در اردیبهشت ۱۳۹۳ مصطفی اخواص به همراه چند هنرمند دیگر توسط حسن روحانی مورد تجلیل قرار گرفت.[۷]

## فعالیت هنری
مصطفی اخواص در حوزه‌های مختلف هنری بالاخص هنرهای تجسمی سنتی فعالیت دارد. از کارهای شاخص او می‌توان به احیاء هنر سوخت نگاری روی چوب و احیاء هنر خطاطی با ناخن یا همان خط ناخنی با تأثیر از آثار موجود در موزه ایران باستان از زمان صفویه اشاره کرد. او آثار متعددی در زمینه مینیاتور و تذهیب خلق کرده‌است که از آن جمله می‌توان به اثر مرغ بسم الله وی که در جشواره بین‌المللی هنرهای اسلامی برنده جایزه نخست شد اشاره کرد. همچنین وی با تلفیق هنر میناکاری و مینیاتور آثار کم‌نظیری خلق کرده‌است که بخشی از این آثار در موزه سازمان میراث فرهنگی نگهداری می‌شود.

## موسیقی و فرزندان
اگرچه اخواص به صورت جدی در زمینه موسیقی فعالیت نمی‌کند ولی در نوازندگی نی مهارت کامل داشته و در ضمن فرزندان وی به صورت حرفه‌ای در زمینه موسیقی فعالیت دارند. فرزند ارشد وی پژهام اخواص از نوازندگان برجسته سازهای کوبه ای است. پوریا اخواص فرزند دوم وی از خواننده‌های سرشناس موسیقی و آواز سنتی است و پریا اخواص فرزند سوم وی مدرس زبان انگلیسی، کارشناس هنر نقاشی و انیمیشن و از خوانندگان خوش ذوق موسیقی اصیل ایرانی می‌باشد.

## کتب
مصطفی اخواص در طراحی و تولید کتب بسیاری نقش آفرینی کرده‌است که از این دست می‌توان به شاهنامه فردوسی و دیوان باباطاهر و مصاحبه وی در فصل نامه بومدر پاییز ۱۳۹۴ پیرامون هنر کهن ایران زمین اشاره کرد.